# Isopogon alcicornis
Isopogon alcicornis (лат.) — кустарник, вид рода Изопогон (Isopogon) семейства Протейные (Proteaceae), эндемик южного побережья Западной Австралии. Небольшой кустарник с перисто-лопастными листьями и овальными цветочными головками опушённых, белых или розовых цветков.

## Ботаническое описание
Isopogon alcicornis — кустарник высотой около 45 см с опушёнными бледно-коричневыми или серыми ветками. Листья в основном перисто-лопастные с двумя-пятью плоскими лопастями, от линейных до копьевидных, длиной 10-40 см на черешке до 15 см или иногда больше. Цветки расположены в сидячих, овальных или эллиптических соцветиях — цветочных головках — диаметром до 40 мм на концах веточек, каждая цветочная головка с пушистыми розовыми цветками, часто скрытыми за листьями. У основания цветущей головки есть опушённые обволакивающие лопаткообразные прицветники. Цветение в основном происходит с октября по ноябрь. Плоды представляют собой опушённые орехи, сросшиеся в овальную головку до 25 мм в диаметре.

## Таксономия
Впервые этот вид был описан в 1903 году немецким ботаником Людвигом Дильсом в журнале Botanische Jahrbücher für Systematik, Pflanzengeschichte und Pflanzengeographie.

## Распространение и местообитание
I. alcicornis — эндемик Западной Австралии. Произрастает в окрестностях Эсперанс и на горе Баринг, недалеко от национального парка Кейп-Арид, на юго-западе Западной Австралии. Растёт в невысоких кустарниковых зарослях.

## Охранный статус
Вид классифицируется Департаментом парков и дикой природы правительства Западной Австралии как «третий приоритет», что означает, что он малоизвестен или известен лишь из нескольких мест, но не находится под непосредственной угрозой.